# Mhasin Fadlalla
Mhasin Fadlalla (sinh ngày 20 tháng 2 năm 1994) là một vận động viên bơi lội người Sudan, thi đấu ở nội dung 50 mét tự do nữ với tư cách là một trong hai phụ nữ trong đội tuyển Sudan tại Thế vận hội Mùa hè 2012 ở London, Vương quốc Anh.

## Cuộc sống ban đầu
Mhasin Al-Noor Fadlalla sinh ngày 20 tháng 2 năm 1994 tại Khartoum.

## Sự nghiệp bơi lội
Cô xuất hiện tại Giải vô địch thể thao dưới nước thế giới FINA 2011 tại Thượng Hải, Trung Quốc. Cô đã hoàn thành ở vị trí thứ 81 trong tổng số 87 vận động viên ở môn tự do 50 mét với thời gian 38,15 giây.
Fadlalla được chọn là một phần của đội tuyển Sudan cho Thế vận hội mùa hè 2012 tại London, Vương quốc Anh. Cô là một trong hai người phụ nữ trong đội, cùng với Amina Bakhit. Trước khi bắt đầu trò chơi, Fadlalla đã được mời đào tạo sử dụng bể bơi tại Trường Khartoum American, Khartoum. Nhà trường đã nghe nói rằng cô ấy cần một cơ sở đào tạo và rất vui khi có thể cung cấp một cái gì đó ở Sudan. Fadlalla được tài trợ bởi công ty viễn thông Zain Group vì sự xuất hiện của cô tại Thế vận hội London.
Vào ngày 30 Tháng Bảy, cô đã tham dự Đại sứ quán Sudan tại London cho một Iftar để phá vỡ bữa chay Ramadan với các thành viên khác trong nhóm. Cô đã thi đấu ở sức nóng thứ hai của vòng đầu tiên của cuộc thi tự do 50 mét nữ vào ngày 3 tháng 8. Fadlalla kết thúc ở vị trí thứ bảy trong số bảy người bơi, với thời gian 35,07 giây, ngay sau Aminata Aboubakar Yacoub từ Cộng hòa Congo (35,64 giây). Fadlalla đã thất bại trong vòng bán kết, và cuộc thi Olympic của cô đã kết thúc với sự xuất hiện duy nhất của cô. Cô đã hoàn thành tổng thể ở vị trí thứ 70, nhưng nhanh hơn một bậc so với đồng nghiệp người châu Phi Nafissatou Moussa Adamou từ Nigeria.